# О’Кифф, Керри
Керри Джеймс О’Кифф (англ. Kerry James O'Keeffe; род. 25 ноября 1949, Харствилл, Новый Южный Уэльс) — австралийский крикетист.

## Биография

### Ранние годы
Родился 25 ноября 1949 года в Харствилле, штат Новый Южный Уэльс, Австралия.

### Игровая карьера
На профессиональном уровне дебютировал в крикете в 1968 году в команде из своего родного штата «Новый Южный Уэльс», где выступал на протяжении следующих двенадцати лет. Кроме того, с 1971 по 1972 год он выступал за английскую команду «Сомерсет».
Свой первый международный тестовый матч в составе национальной сборной О’Кифф провёл 21 января 1971 года против команды Англии. Его последний выход в составе национальной команды состоялся 28 июля 1977 года вновь против сборной Англии.
В 1980 году он объявил об уходе из профессионального крикета.

### Дальнейшая жизнь
После завершения спортивной карьеры он стал комментатором крикета на радио ABC, где проработал до января 2014 года. В сезоне 2018/19 он возобновил карьеру комментатора на «Fox Sports».